# Nițchidorf

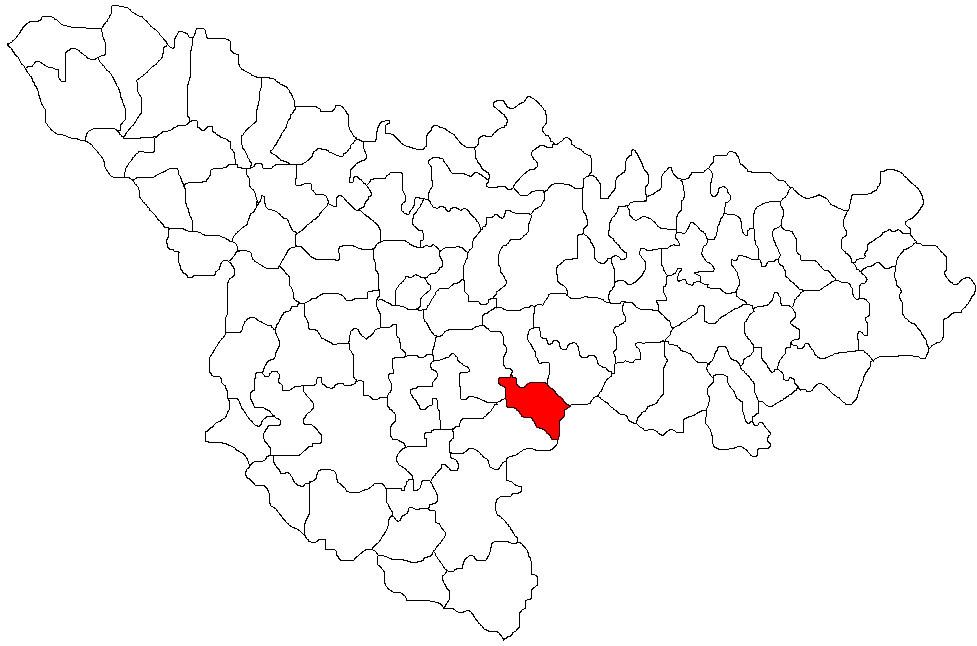
Lage der Gemeinde Nițchidorf im Kreis Timiș

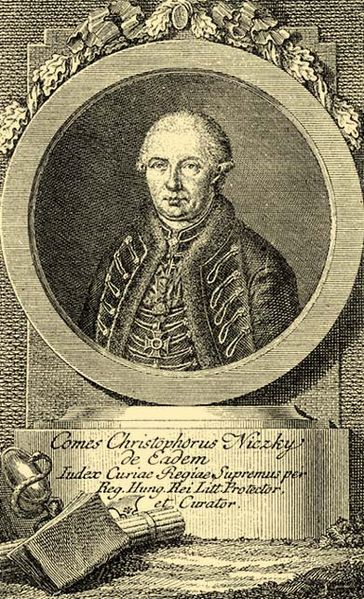
Graf Kristóf Niczky (1725–1787)

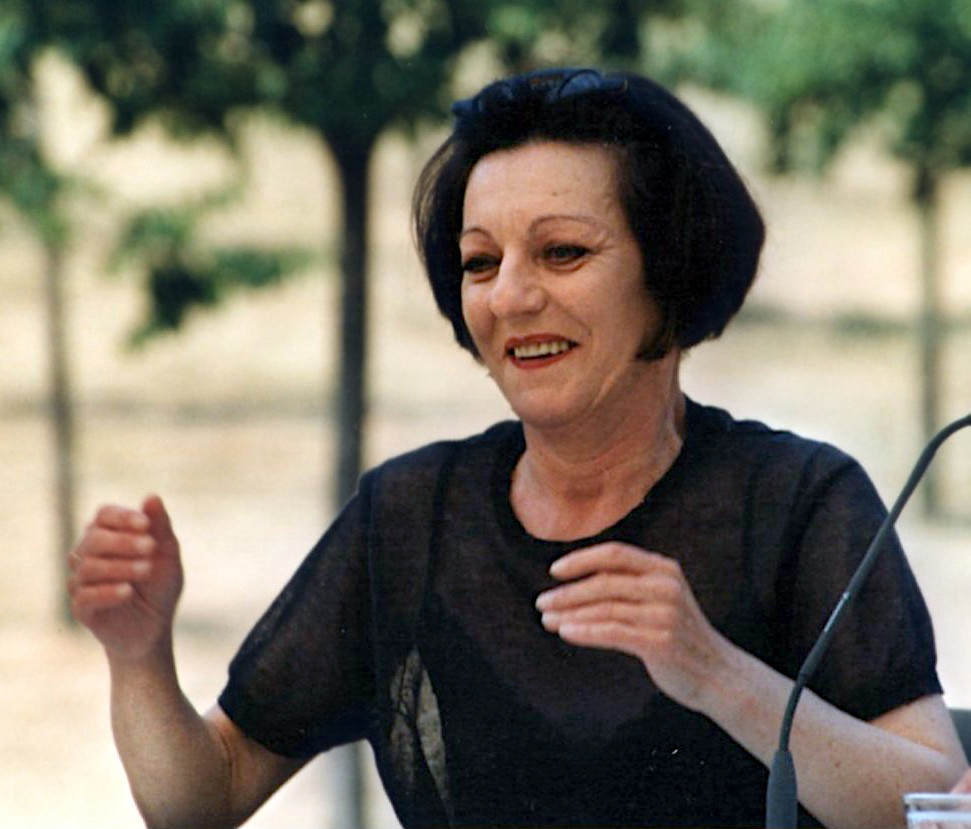
Herta Müller, Lesung „Atemschaukel“, Potsdam, Juli 2010

Nițchidorf ['nitskidorf] (deutsch Nitzkydorf, ungarisch Niczkyfalva) ist eine Gemeinde im Kreis Timiș in der Region Banat im Westen Rumäniens. Erstmals wurde der Ort im Jahre 1784 schriftlich erwähnt.

## Lage
Nițchidorf liegt im Südosten des Landkreises Timiș, dicht an der Grenze zum Kreis Caraș-Severin, südwestlich von Lugoj, 11 Kilometer südlich von Buziaș (Bad Busiasch).

## Nachbarorte
| Chevereșu Mare | Bacova                                      | Buziaș      |
| Liebling       | Kompassrose, die auf Nachbargemeinden zeigt | Sacoșu Mare |
| Tormac         | Șoșdea                                      | Vermeș      |

## Etymologie
Auf dem Gebiet des heutigen Nițchidorf gab es schon im Mittelalter eine Ortschaft namens Kutus. 1785 war der Name des Ortes Neu-Wukowar, wie aus einem Schriftstück vom 20. Juni 1785 des Csanáder Bischofs Emmerich Christovich hervorgeht. Bereits im Herbst desselben Jahres erhielt der Ort den Namen Nitzkydorf nach Graf Christophorus von Nitzky, der die Ansiedlung des Ortes durchführte. Während der ungarischen Zeit hieß die Ortschaft Niczkyfalva, 1918 nach dem Anschluss an Rumänien wurde der Bahnhof in Nichișoara umbenannt. Die rumänische Schreibweise der Ortsbezeichnung ist Nițchidorf.

## Geschichte
Nitzkydorf wurde zwischen 1784 und 1786, infolge des sogenannten Dritten Schwabenzugs (1782–1786) der Ansiedlung des Banats mit Deutschen angelegt. Die Ansiedlung Nitzkydorfs erfolgte nach dem Erlass vom 21. September 1782  Josephs II., von 1765 bis 1790 Kaiser des Heiligen Römischen Reiches Deutscher Nation und Mitregent der habsburgischen Erblande.
Die ersten Ansiedler kamen 1785 aus dem Elsass, aus Lothringen, der Pfalz, Trier, Luxemburg, Schwaben, aus dem Schwarzwald und aus Schlesien. Bereits 1784 wurden sie in Wien in Listen erfasst, werden bis zum 31. Oktober 1785 in verschiedenen Orten wie Werschetz, Bogarosch oder St. Hubert (heute Teil von Banatsko Veliko Selo) einquartiert und begeben sich dann in den Ansiedlungsort. In den Jahren 1822–1823 kamen noch einige Familien aus Ungarn und aus Böhmen hinzu und 1828 einige Deutschböhmen aus Wolfsberg und aus Weidenthal.
Im Schatten des türkischen Feldzuges 1788 wurde Nitzkydorf verwüstet und geplündert.
Am 4. Juni 1920 wurde das Banat infolge des Vertrags von Trianon dreigeteilt. Der größte, östliche Teil, zu dem Nitzkydorf gehörte, fiel an Rumänien.
Infolge des Waffen-SS Abkommens vom 12. Mai 1943 zwischen der Antonescu-Regierung und Hitler-Deutschland wurden alle deutschstämmigen wehrpflichtigen Männer in die deutsche Armee eingezogen. Noch vor Kriegsende, im Januar 1945, fand die Deportation aller volksdeutschen Frauen zwischen 18 und 30 Jahren und Männer im Alter von 16 bis 45 Jahren zur Aufbauarbeit in die Sowjetunion verschleppt statt. Das Bodenreformgesetz vom 23. März 1945, das die Enteignung der deutschen Bauern in Rumänien vorsah, entzog der ländlichen Bevölkerung die Lebensgrundlage.

## Bevölkerung
| Entwicklung der ethnischen Gruppen | Entwicklung der ethnischen Gruppen | Entwicklung der ethnischen Gruppen | Entwicklung der ethnischen Gruppen | Entwicklung der ethnischen Gruppen | Entwicklung der ethnischen Gruppen | Entwicklung der ethnischen Gruppen | Entwicklung der ethnischen Gruppen |
| Jahr                               | Gesamt                             | Rumänen                            | Ungarn                             | Deutsche                           | Roma                               | Übrige                             |                                    |
| ---------------------------------- | ---------------------------------- | ---------------------------------- | ---------------------------------- | ---------------------------------- | ---------------------------------- | ---------------------------------- | ---------------------------------- |
| 1880                               | 2861                               | 1015                               | 19                                 | 1803                               | ?                                  | 24                                 |                                    |
| 1910                               | 3455                               | 1226                               | 71                                 | 2123                               | ?                                  | 35                                 |                                    |
| 1941                               | 3157                               | 1035                               | 29                                 | 2078                               | ?                                  | 15                                 |                                    |
| 1977                               | 2106                               | 956                                | 14                                 | 1131                               | -                                  | 5                                  |                                    |
| 1992                               | 1555                               | 1411                               | 21                                 | 59                                 | -                                  | 64                                 |                                    |
| 2002                               | 1584                               | 1465                               | 32                                 | 19                                 | 7                                  | 61                                 |                                    |
| 2011                               | 1523                               | 1352                               | 26                                 | 21                                 | 5                                  | 119 (49 Ukrainer)                  |                                    |
| 2021                               | 1483                               | 1286                               | 5                                  | 11                                 | -                                  | 181 (68 Ukrainer)                  |                                    |

## Persönlichkeiten
- Sebastian Kräuter (1922–2008), Bischof des Bistums Temeswar
- Balthasar Waitz (* 1950), Schriftsteller und Journalist
- Herta Müller (* 1953), deutsche Schriftstellerin, Literaturnobelpreisträgerin 2009